# Агама звичайна
Агама звичайна (Agama agama) — представник роду агам з родини агамових. Має 4 підвиди. Інша назва «агама колоністів».

## Опис
Загальна довжина досягає 35—38 см. Тулуб та ноги самців темного металево—блакитного кольору, вдовж спини тягнеться біла риска. Голова вогнено—червоного, яскраво—жовтого, білого забарвлення з жовтими крапочками. Хвіст темно—блакитний, в основі на кінці, посередині він вогнено—червоний. Самиці брудно—бурі з білою смугою вдовж спини. Голова коротка, тулуб міцний, хвіст довгий та потужний. Кінцівки стислі з боків з міцними кігтями.

## Спосіб життя
Полюбляє скельну місцину, живе також серед дерев. Зустрічається на висоті 2200 м над рівнем моря. Створює невеликі колонії. Ховається серед каміння. Харчується комахами, зокрема мурахами, квітами, пагонами рослин, фруктами.
Це яйцекладна ящірка. Самиця відкладає 5—9 яєць. Через 50—90 днів з'являються молоді агами.
Головні вороги звичайної агами — мангусти, хижі птахи, змії.

## Розповсюдження
Мешкає у західній та північно-східній Африці.

## Підвиди
- Agama agama africana
- Agama agama agama
- Agama agama boensis
- Agama agama mucosoensis